# Nazisme: un avertissement de l'Histoire
Nazisme : un avertissement de l'Histoire (The Nazis: A Warning from History) est un documentaire produit originellement par la BBC et qui retrace en six épisodes la montée et la chute du nazisme. Elle a été diffusée pour la première fois entre le 10 septembre et le 15 octobre 1997. L'historien Ian Kershaw est le conseiller historique principal de cette série.

## Épisodes
1. L'accession au pouvoir (Helped into Power) - 1re diffusion : 10 septembre 1997[1].
2. Le chaos et le consentement (Chaos and Consent) - 1re diffusion : 17 septembre 1997[2].
3. Une guerre planifiée (The Wrong War) - 1re diffusion : 24 septembre 1997[3].
4. L'anéantissement de la Pologne (The Wild East) - 1re diffusion : 1er octobre 1997[4].
5. Terminus Treblinka (The Road to Treblinka) - 1re diffusion : 8 octobre 1997[5].
6. La fin du Reich (Fighting to the End) - 1re diffusion : 15 octobre 1997[6].

## Réception et récompenses
La série se classe 93e sur le classement du BFI TV 100 de 2000.
La série a reçu en 1997 le prix Peabody.